# والاس ماكدونالد
والاس أرشيبالد ماكدونالد (بالإنجليزية:Wallace Archibald MacDonald) (مواليد 5 مايو 1891 - وفيات 30 أكتوبر 1978). ممثل ومنتج أفلام كندي في عصر السينما الصامتة .

## روابط خارجية
- والاس ماكدونالد على موقع IMDb (الإنجليزية)
- والاس ماكدونالد على موقع ألو سيني (الفرنسية)
- والاس ماكدونالد على موقع أول موفي (الإنجليزية)
- والاس ماكدونالد على موقع قاعدة بيانات الأفلام السويدية (السويدية)
- والاس ماكدونالد على موقع قاعدة بيانات الفيلم (الإنجليزية)
- والاس ماكدونالد على موقع كينوبويسك (الروسية)